# Радлов, Отто Леопольдович
Отто Леопольдович Радлов (нем. Otto Radloff; 27 ноября 1849, С.-Петербург — 15 мая 1916, Петроград) — русский морской офицер, генерал флота, участник Цусимского похода.

## Биография
Отто Радлов принадлежал к саксонскому роду, представители которого проживали в Санкт-Петербурге с 1806 года. Старший сын педагога и этнографа Леопольда Фёдоровича Радлова, лютеранского вероисповедания и Матильды (урожденной Стефон), брат Эрнста (Эрнеста) Леопольдовича (Львовича) Радлова — первого выборного директора Публичной библиотеки, одного из учредителей Философского общества, действительного члена Академии наук.
В 1865 году окончил 2-ю Петербургскую гимназию, в 1869 — Морское училище с производством в гардемарины (20.4.1869). Назначен в 4-й флотский экипаж; в 1869—1971 годы плавал в Балтийском и Средиземном морях (клипер «Яхонт» под флагом контр-адмирала Г. И. Бутакова). 24 октября 1871 года произведён в мичманы (старшинство 20.04.1871).
В 1872—1874 годы прошёл Академический курс морских наук при Морском училище. 31 марта 1874 произведён в лейтенанты. В 1875—1880 годы был в кругосветном плавании ревизором на клипере «Крейсер»; в 1881—1882 — командир 11-й роты команды императорской яхты «Царевна».
В декабре 1882 уволен для службы на коммерческих судах с зачислением по флоту; 13 апреля 1886 произведён в капитаны 2-го ранга. В июне 1886 зачислен в 3-й флотский экипаж для службы в Доброфлоте. В мае-сентябре 1886 года был в плавании командиром парохода «Москва». 16 октября 1888 года «за удобство и порядок, найденные на пароходе» объявлено Монаршее благоволение. 
2 октября 1891 зачислен в 18-й флотский экипаж. С 13 ноября 1895 по 6 декабря 1896 — командир мореходной канонерской лодки «Отважный»; 6 декабря 1896 произведён в капитаны 1-го ранга (1896).
С 16 июня 1897 по 31 мая 1904 числился по флоту, был директором Русского общества пароходства и торговли. С 5 июня 1904 заведовал транспортными судами 2-й эскадры вице-адмирала З. П. Рожественского; за день до Цусимского сражения по приказу увёл свой отряд (16 транспортов) в Россию.
С 1906 года — начальник отдела сооружений Главного управления кораблестроения и снабжений; 2 апреля 1906 произведён в генерал-майоры по Адмиралтейству «за отличие по службе». С 10 ноября 1908 — председатель Комитета Доброфлота. 6 декабря 1909 произведён в генерал-лейтенанты по Адмиралтейству, 8 апреля 1913 — в генерал-лейтенанты флота. 17 сентября 1913 уволен от службы с производством в полные генералы флота.
Состоял членом правления общества металлургических, механических и судоремонтных заводов «Беккер и К°», был директором Русского общества «Металлизатор» (1914).

### Семья
Жена — Ефразия Александровна (урожд. Моллер, в первом браке — Драчевская).

## Награды
- орден Св. Станислава 3-й (1877), 2-й (1887), 1-й степени (1904)
- орден Св. Анны 3-й (1882), 2-й (1894), 1-й степени (1908)
- орден Св. Владимира 4-й ст. (1897, за 25 лет службы в офицерских чинах и восемь 6-месячных кампаний), 3-й ст. (1901)
- китайский орден Двойного Дракона 2-й ст. 2-го разряда (с разрешением носить в 1898)
- греческий орден Спасителя офицерского креста (1900)
- японский орден Восходящего солнца 3-й ст.
- турецкий орден Османие 3-й ст.
- гавайский орден Гавайской короны 3-й ст.
- бухарский орден Золотой звезды 2-й ст.
- перстень с вензелем Его Императорского Величества (1888)
- перстень с бриллиантом (1889)[1].